# مايكل إف. جاكوبسون
مايكل إف. جاكوبسون (بالإنجليزية: Michael F. Jacobson)‏ هو عالم أحياء دقيقة واخصائي تغذية أمريكي، ولد في 29 يوليو 1943.